# Zagradec
Zagradec – wieś w Słowenii, w gminie Ivančna Gorica. W 2018 roku liczyła 119 mieszkańców.